# 1992年夏季残疾人奥林匹克运动会意大利代表团
1992年夏季残疾人奥林匹克运动会意大利代表团是意大利派出的1992年夏季残疾人奥林匹克运动会代表团。获得10枚金牌、7枚银牌和18枚铜牌。